# Слободка (Ільїнське сільське поселення)
Слобо́дка (рос. Слободка) — присілок у складі Слободського району Кіровської області, Росія. Входить до складу Ільїнського сільського поселення.
Населення становить 117 осіб (2010, 137 у 2002).
Національний склад станом на 2002 рік — росіяни 98 %.